# Hrvatski svjetski kongres
Hrvatski svjetski kongres (eng. Croatian World Congress, špa. Congreso Mundial Croata) je nevladina, međunarodna, neprofitna i nestranačka organizacija hrvatskog naroda.
Kratična oznaka na hrvatskom jeziku je HSK, a na engleskom jeziku CWC.
Utemeljen je početkom srpnja 1993. godine, a svjetsko sjedište mu je u New Yorku.
Od lipnja 1998. je član Ujedinjenih naroda u svojstvu savjetodavnog organa.
Po stanju od veljače 2008., HSK je najsnažnija svjetska organizacija koja zastupa hrvatski narod.
Godine 2011., HSK je bila krovna hrvatska iseljenička udruga, koja je radom obuhvaćala hrvatske nacionalne kongrese iz 30 država.

## Povijest
Tajnik Inicijativnog odbora za osnivanje Hrvatskog svjetskog kongresa bio je Nikola Kolja Kirigin. Kada je 1993. godine HSK osnovan, Kirigin je postao prvi predsjednik Hrvatskog svjetskog kongresa.

## Ciljevi i rad
Glavna zadaća HSK jest stvaranje jedinstvene mreže svih Hrvata i Hrvatica, hrvatskih Udruga i ustanova izvan domovine. Osnovni cilj je promicanje i pomaganje njihova rada te osiguranje kontinuiteta i razvoja vjerskog, duhovnog, kulturnog, društvenog i športskog naslijeđa u Hrvata diljem svijeta. U tu svrhu HSK nastoji ojačati solidarnost među hrvatskim zajednicama u svijetu, osigurati prava, položaj i interese Hrvata i hrvatskih zajednica i obraniti ih tamo gdje su oni narušeni ili zanijekani, zastupati i djelovati u ime zajednica i udruga članica HSK-a ispred vladinih, unutarvladinih i drugih stranih i domovinskih ustanova glede pitanja koja se tiču Hrvata u cjelini te surađivati sa svim narodima na osnovi univerzalnih ideala demokracije, mira, slobode i pravde. Ova organizacija svoj rad usmjerava jednako i prema Hrvatima u domovini i Hrvatima u iseljeništvu.
Članovi HSK-a djeluju na dragovoljnoj osnovi.
HSK djeluje na svjetskoj i nacionalnim razinama kroz radne odbore: odbor za humanitarno davanje, odbor za obnovu i ulaganje, odbor za kulturu i šport, školstvo i veze s Domovinom, odbor za promidžbu i informiranje, odbor za povratak i useljeništvo te odbor za mladež. 
Od značajnijih projekata koje je pokrenuo HSK, valja istaknuti Hrvatske svjetske igre (eng. Croatian World Games).

## Vanjske poveznice
- Službeni profil na Facebooku
- Službeni profil na Twitteru